# 2e brigade de dragons portés
Pour les articles homonymes, voir 2e brigade et brigade de dragons portés.
La 2e brigade de dragons portées de réserve générale (2e brigade DP de RG) est une unité de l'Armée de terre qui a existé de septembre à décembre 1939.

## Historique
Elle est créée à la mobilisation, le 13 septembre 1939. Elles sont constituées avec deux régiments de dragons portés (RDP) formés de réservistes mobilisés, le 11e et le 12e RDP, chacun à deux bataillons à quatre escadrons (un escadron motocycliste, deux escadrons portés sur camionnettes ou autocars de réquisition et un escadron de mitrailleuses et d'engins),.
Les brigades de dragons portés sont rattachées au corps de cavalerie, la 2e brigade de DP étant subordonnée « pour emploi » à la 2e division légère mécanique. La 2e brigade est rejoint mi-septembre Saint-Quentin, où elle stationne jusqu'à sa dissolution.
Le 15 décembre 1939, la 2e brigade DP de RG est dissoute, le 12e RDP étant dissous tandis que le 11e RDP, renforcé par le 12e RDP, devient le régiment d'infanterie portée de la 3e division légère mécanique.

## Composition
La brigade est commandée par le général Moulin (sl).
- 11e régiment de dragons portés, mis sur pied à Saint-Germain-en-Laye[2],
- 12e régiment de dragons portés[2].